# Pirates of Silicon Valley

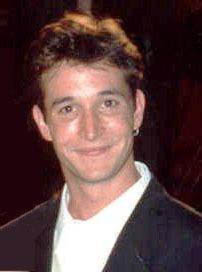
Noah Wyle als Steve Jobs

Pirates of Silicon Valley is een Amerikaanse televisiefilm uit 1999, gebaseerd op het boek Fire in the Valley: The Making of The Personal Computer door Paul Freiberger en Michael Swaine. Het is een docudrama, geschreven en geregisseerd door Martyn Burke, die de opkomst van de home computer en de personal computer verbeeldt door de ogen van Steve Jobs (gespeeld door Noah Wyle), Steve Wozniak (gespeeld door Joey Slotnick), Bill Gates (gespeeld door Anthony Michael Hall) en Steve Ballmer (gespeeld door John DiMaggio).

## Rolverdeling
| Acteur               | Personage         |
| -------------------- | ----------------- |
| Noah Wyle            | Steve Jobs        |
| Joey Slotnick        | Steve Wozniak     |
| Anthony Michael Hall | Bill Gates        |
| John DiMaggio        | Steve Ballmer     |
| Jeffrey Nordling     | Mike Markkula     |
| Allan Royal          | John Sculley      |
| Brian Lester         | Charles Simonyi   |
| Gailard Sartain      | Ed Roberts        |
| J. G. Hertzler       | Ridley Scott      |
| Marcus Giamatti      | Daniel Kottke     |
| Brooke Radding       | Lisa Brennan-Jobs |
| Josh Hopkins         | Paul Allen        |
| Gema Zamprogna       | Arlene            |

## Trivia
- Noah Wyle deed Steve Jobs nog een keer na bij de introductie van Macworld NY in 1999 (vlak voordat Jobs zelf ten tonele verscheen).[1]